# 天主教達連宗座代牧區
天主教達連宗座代牧區（拉丁語：Vicariatus Apostolicus Darienensis）是巴拿馬一個羅馬天主教宗座代牧區。
代牧區成立於1925年11月29日，包括達連省、瓦爾干迪庫納族自治市和安貝拉自治區，座堂位於梅特蒂。2010年有教友44,700人，佔轄區總人口80.0%。代牧區下轄九個堂區，有十四名司鐸。現任宗座代牧為伯多祿·約阿金·赫南德斯·坎塔雷羅。